# Жаскайрат (Ісатайський район)
Жаскайра́т (каз. Жасқайрат) — село у складі Ісатайського району Атирауської області Казахстану. Входить до складу Камискалинського сільського округу.
У радянські часи село називалось ОТФ совхоза Кизилту.
Населення — 132 особи (2021; 304 у 2009, 287 у 1999, 291 у 1989).